# Перекладач Google
Перекладач Google, Google Translate, або Google Translator — сервіс компанії Google, що дозволяє автоматично перекладати слова, фрази та web-сторінки з однієї мови на іншу. Google використовує власне програмне забезпечення для перекладу. Використовується підхід статистичного машинного перекладу.

## Розвиток сервісу
(у хронологічному порядку)
- Початок
  - з англійської на французьку
  - з англійської на іспанську
  - з англійської на німецьку
  - з французької на англійську
  - з іспанської на англійську
  - з німецької на англійську
  - з французької на німецьку
  - з німецької на французьку
- 2-га стадія
  - з англійської на португальську
  - з португальської на англійську
- 3-тя стадія
  - з англійської на італійську
  - з італійської на англійську
- 4-та стадія
  - з англійської на китайську (спрощену)
  - з англійської на японську
  - з англійської на корейську
  - китайську (традиційну) на англійську
  - з японської на англійську
  - з корейської на англійську
- 5-та стадія
  - з англійської на російську
  - з російської на англійську
- 6-та стадія
  - з англійської на арабську
  - з арабської на англійську
- 7-ма стадія (запущено у лютому 2007 р.)
  - з англійської на китайську (традиційну)
  - з китайської (традиційної) на англійську
  - китайські (з спрощеної на традиційну)
  - китайські (з традиційної на спрощену)
- 8-ма стадія (запущена у жовтні 2007 р.)
  - система машинного перекладу Google використовує усі 25 мовних пар
- 9-та стадія
  - англійська -> хінді BETA
  - гінді -> англійська BETA
- 10-та стадія (починаючи з цього етапу переклад можна здійснювати між двома різними мовами)
  - болгарська
  - хорватська
  - чеська
  - данська
  - голландська
  - фінська
  - грецька
  - норвезька
  - польська
  - румунська
  - шведська
- 11-та стадія (25 вересня, 2008)
  - каталонська
  - філіппінська
  - гебрейська
  - індонезійська
  - латвійська
  - литовська
  - сербська
  - словацька
  - словенська
  - українська
  - в'єтнамська

- 12-та стадія (30 січня 2009)

| - Албанська - Естонська |  | - Галісійська - Угорська |  | - Мальтійська - Тайська |  | - Турецька |

- 13-та стадія (13 вересня 2024)
  - Кримськотатарська
  - 110 інших нових мов[1]

З вересня 2008 підтримується й переклад на українську мову. Для покращення якості перекладу необхідні корпуси паралельних текстів чи колекції пам'яті перекладів.
Для поліпшення сервісу користувач може сам запропонувати варіанти перекладу текстів.

### Особливості
Сервіс охоплює також переклад всієї вебсторінки та навіть одночасний пошук інформації з перекладом на іншу мову. Для вебдизайнерів співробітниками компанії був розроблений скрипт, який дозволяє організувати переклад сайту на всі доступні мови.
Google Перекладач, як і інші інструменти автоматичного перекладу, має свої обмеження. Цей інструмент може допомогти читачеві зрозуміти загальний зміст тексту іноземною мовою, він не надає точних перекладів. Постійно триває робота над якістю перекладу, розробляються переклади на інші мови.

### Додаткові функції
- Переклад зображень та документів.
- Переклад за допомогою вбудованого в Google Chrome перекладача.

## Інтеграція з браузером
Існує ряд розширень для браузера Firefox, що працюють із сервісом Gooogle Translate, такі як Globefish[недоступне посилання з липня 2019], gTranslate[недоступне посилання з липня 2019] та Unofficial Google Translate[недоступне посилання з липня 2019].

## Методика перекладу
Нижченаведені мови не мають прямого перекладу Google на англійську або з неї. Ці мови перекладаються за допомогою зазначеної проміжної мови (яка в більшості випадків тісно пов’язана з потрібною мовою, але більш поширена) на додаток до англійської:
- Білоруська мова (be ↔ ru ↔ en ↔ інші)
- Каталонська мова (ca ↔ es ↔ en ↔ інші)
- Галісійська мова (gl ↔ pt ↔ en ↔ інші)
- Гаїтянська креольська мова (ht ↔ fr ↔ en ↔ інші)
- Македонська мова (mk ↔ bg ↔ en ↔ інші)
- Словацька мова (sk ↔ cs ↔ en ↔ інші)
- Українська мова (uk ↔ ru ↔ en ↔ інші)
- Урду (ur ↔ hi ↔ en ↔ інші)

## Підтримка української мови
Станом на вересень 2016 року, Google-перекладач підтримує майже всі функції для української мови, включно з вимовлянням слів вголос, візуальним перекладом за допомогою офіційного застосунку для Android тощо. Функція миттєвого перекладу за допомогою камери смартфона доступна для україномовних користувачів з липня 2019 року.